# Bostra magistralis
Bostra magistralis är en insektsart som beskrevs av Ludwig Redtenbacher 1908. Bostra magistralis ingår i släktet Bostra och familjen Diapheromeridae. Inga underarter finns listade.